# Тепловые капиллярные волны
Тепловые флуктуации приводят к тому, что на поверхности жидкости постоянно генерируются капиллярные волны, которые оказывают значительное влияние на структуру поверхностного слоя жидкости.
Тепловые флуктуации плотности имеют место во всей толще жидкости, однако в большинстве случаев этими эффектами можно пренебречь в силу их малости. Исключение составляют критические явления и явления на границе жидкость—пар. Наличие тепловых флуктуаций приводит к тому, что поверхностный слой размывается, в связи с чем различают два профиля плотности — реальный и внутренний (intrinsic), не возмущенный флуктуационным коллективным движением частиц. Простым и в то же время естественным способом описания рассматриваемых флуктуаций является представление поверхности жидкости суперпозицией капиллярных волн.

## История
Впервые явление флуктуационного размывания границы жидкость—пар было предсказано Смолуховским в 1908. Пять лет спустя в 1913 Мандельштам описал это явление количественно посредством капиллярных волн. Однако затем в течение достаточно долгого времени при изучении структуры поверхностного слоя данный феномен не принимался во внимание. Лишь после выхода работы интерес к капиллярным волнам возродился, так как было показано, что равновесные капиллярные волны существенно размывают границу раздела фаз.

## CWT
Обратимся непосредственно к теории капиллярных волн (CWT) и рассмотрим выражение для среднего квадрата амплитуды тепловых капиллярных волн.
{\displaystyle \left\langle |h|^{2}\right\rangle ={\frac {k_{B}T}{2\pi \sigma }}\ln \left[{\frac {1+2\left(\pi a_{c}/d_{\text{min}}\right)^{2}}{1+2\left(\pi a_{c}/L\right)^{2}}}\right],}
где {\displaystyle \sigma } — коэффициент поверхностного натяжения, {\displaystyle a_{c}={\sqrt {\frac {2\sigma }{g(\rho _{l}-\rho _{v})}}}} — капиллярная длина, {\displaystyle d_{\text{min}}} — минимальная длина капиллярной волны, {\displaystyle L} — длина стороны сосуда (последний предполагается квадратным в горизонтальном сечении).
Примем за невозмущенную границу жидкость—пар плоскость {\displaystyle z=0}. Деформацию этой границы под действием капиллярных волн опишем величиной вертикального смещения {\displaystyle h(x,y)}. Полагая, что поверхностное натяжение {\displaystyle \sigma } не зависит от кривизны поверхности, запишем изменение поверхностной составляющей энергии при деформации границы:
{\displaystyle E_{c}=\sigma \int \left[{\sqrt {1+\left({\frac {\partial h}{\partial x}}\right)^{2}+\left({\frac {\partial h}{\partial y}}\right)^{2}}}-1\right]\,dxdy\approx {\frac {\sigma }{2}}\int \left[\left({\frac {\partial h}{\partial x}}\right)^{2}+\left({\frac {\partial h}{\partial y}}\right)^{2}\right]\,dxdy,}
Аналогично для изменения гравитационной составляющей энергии:
{\displaystyle E_{g}=\int \left[\int \limits _{0}^{h(x,y)}\left(\rho _{l}-\rho _{v}\right)gz\,dz\right]\,dxdy={\frac {1}{2}}g\left(\rho _{l}-\rho _{v}\right)\int h^{2}(x,y)\,dxdy.}
Здесь для простоты  было положено, что толщина межфазной поверхности равна нулю, т.е. над границей раздела плотность вещества равна {\displaystyle \rho _{v}}, а под ней — {\displaystyle \rho _{l}}, и плотность можно вынести из под интеграла по вертикальной координате.
Далее, представим смещение {\displaystyle h(x,y)} рядом Фурье (считаем, что поверхность жидкости ограничена квадратом {\displaystyle L\times L}):
{\displaystyle h(x,y)=\sum _{\mathbf {k} }h_{\mathbf {k} }\exp(i\;\mathbf {k} \cdot {\boldsymbol {\tau }}),}
{\displaystyle h_{\mathbf {k} }={\frac {1}{L^{2}}}\int h({\boldsymbol {\tau }})\exp(-i\;\mathbf {k} \cdot {\boldsymbol {\tau }})\,dxdy,}
{\displaystyle h_{\mathbf {0} }=0,}
{\displaystyle \mathbf {k} =({\frac {2\pi }{L}}m,{\frac {2\pi }{L}}n),\;m,n\in \mathbb {Z} } — волновой вектор, {\displaystyle {\boldsymbol {\tau }}} — вектор {\displaystyle (x,y)}. Сразу заметим, что должна существовать минимальная длина волны {\displaystyle d_{\text{min}}}, определяемая молекулярной природой строения вещества. Часто за минимальную длину волны принимают среднее межмолекулярное расстояние в жидкости, однако точное её определение остается открытым вопросом.
Теперь избыточная энергия {\displaystyle E=E_{c}+E_{g}}, связанная с деформацией, запишется в следующем виде:
{\displaystyle E={\frac {\sigma L^{2}}{2}}\sum _{\mathbf {k} }\left({\frac {2}{a_{c}^{2}}}+\mathbf {k} ^{2}\right)h_{\mathbf {k} }^{*}h_{\mathbf {k} },}
где {\displaystyle a_{c}={\sqrt {\frac {2\sigma }{g(\rho _{l}-\rho _{v})}}}} — капиллярная длина, для воды она равна 0,39 см.
Капиллярные волны по сути являются некоторыми коллективными степенями свободы. Так как система находиться в состоянии термодинамического равновесия, воспользуемся теоремой о равнораспределении и получим:
{\displaystyle \left\langle |h_{\mathbf {k} }|^{2}\right\rangle ={\frac {2k_{B}T}{\sigma L^{2}}}{\frac {1}{{\frac {2}{a_{c}^{2}}}+\mathbf {k} ^{2}}},}
а для среднего квадрата амплитуды капиллярных волн:
{\displaystyle \left\langle |h|^{2}\right\rangle =\sum _{\mathbf {k} }\left\langle |h_{\mathbf {k} }|^{2}\right\rangle ={\frac {2k_{B}T}{\sigma L^{2}}}\sum _{m=-m_{\text{max}}}^{m_{\text{max}}}\sum _{n=-n_{\text{max}}}^{n_{\text{max}}}{\frac {1}{{\frac {2}{a_{c}^{2}}}+\left({\frac {2\pi }{L}}\right)^{2}(m^{2}+n^{2})}},\;m^{2}+n^{2}>0.}
Оценка суммы выше интегралом окончательно приводит к:
{\displaystyle \left\langle |h|^{2}\right\rangle ={\frac {k_{B}T}{2\pi \sigma }}\ln \left[{\frac {1+2\left(\pi a_{c}/d_{\text{min}}\right)^{2}}{1+2\left(\pi a_{c}/L\right)^{2}}}\right].}
Для воды при обычных условиях при изменении {\displaystyle L} от 1 мм до 1 м средняя амплитуда капиллярных волн меняется слабо и составляет около 0,5 нм (что превосходит размер молекул и среднее рвсстояние между ними). Однако при увеличении размеров {\displaystyle L} и ослаблении силы тяжести {\displaystyle g} эта амплитуда растет неограниченно.